# Jovan Adepo
Jovan Adepo (ur. 6 września 1988 w Upper Heyford, Oxfordshire) – amerykańsko-brytyjski aktor. Znany z występów w takich filmach, jak Płoty (2016) czy Operacja Overlord (2018), a także z seriali Pozostawieni, Jack Ryan, Watchmen czy Bastion.

## Życiorys
Adepo urodził się w 1988 roku w angielskiej wsi Upper Heyford, znajdującej się we hrabstwie Oxfordshire. Jego matka była brytyjską Nigeryjką z Londynu, z kolei ojciec - Afroamerykaninem z Chattanoogi, w stanie Tennessee. Dziadek ze strony matki, Fatai Adepo był natomiast doradcą byłego prezydenta Nigerii, Oluseguna Obasanjo. Rodzina przeniosła się do Stanów Zjednoczonych, gdy Jovan miał 2 lata. Wychowany w Waldorf w stanie Maryland, stawiał pierwsze aktorskie kroki w szkolnych i kościelnych przedstawieniach.
Uczęszczał do Bowie State University w Maryland, gdzie uzyskał tytuł licencjacki w naukach politycznych i filozofii. Podczas studiów politologicznych zaczął brać lekcje kreatywnego pisania, po czym w 2011 zdecydował się przenieść się do Los Angeles w celu rozwoju kariery pisarskiej. W końcu zaczął interesować się aktorstwem i zaczął je studiować pod okiem wielu wybitnych instruktorów, w tym Diane Hull z legendarnego Actors Studio. Jego pierwszym angażem okazał się występ w serialu Disney Channel K.C. Nastoletnia agentka. Poprzez kościół w Maryland poznał siostrę Violi Davis, która z kolei zapoznała go z uznaną aktorką. To właśnie dzięki niej Adepo zapoznał się z właściwymi technikami aktorskimi i wieloma sztukami teatralnymi.
W 2016 roku pojawił się na dużym ekranie jako ekranowy syn Denzela Washingtona i Davis w nominowanych do czterech Oscarów Płotach. Adepo był jedynym członkiem obsady, który nie wystąpił przedtem w scenicznej wersji wystawianej na Broadwayu. W Operacji Overlord (2018) przyszło mu zagrać z kolei główną rolę - jednego z dwóch spadochroniarzy skonfrontowanych z nazistowskimi żołnierzami. Do 2017 pojawiał się regularnie przez 2. i 3. sezon serialu HBO Pozostawieni, z kolei w nominowanym do Emmy mini-serialu Netflixa Jak nas widzą (2019) wcielił się w jednego z pięciu Afroamerykanów niesłusznie oskarżonych o gwałt.

## Filmografia
| Rok       | Tytuł                              | Rola                                      | Uwagi |
| --------- | ---------------------------------- | ----------------------------------------- | --- |
| 2015-2017 | Pozostawieni                       | Michael Murphy                            | 11 odcinków |
| 2016      | Agenci NCIS: Los Angeles           | Emmanuel Salim                            | odcinek "Revenge Deferred"                                                                                                 |
| 2016      | Płoty                              | Cory Maxson                               | |
| 2017      | mother!                            | Podczaszy                                 | |
| 2018      | Operacja Overlord                  | Szeregowy Edward Boyce                    | |
| 2018-2019 | Sorry for Your Loss                | Danny Greer                               | |
| 2019      | Jack Ryan                          | Marcus Bishop                             | |
| 2019      | Live in Front of a Studio Audience | Lionel Jefferson                          | odcinek "Norman Lear's All in the Family and The Jeffersons"                                                               |
| 2019      | Jak nas widzą                      | Antron McCray                             | miniserial |
| 2019      | Watchmen                           | Will Reeves / Zakapturzona Sprawiedliwość | Odcinek: "This Extraordinary Being" Nominacja do Emmy za występ drugoplanowy w serialu limitowanym lub filmie telewizyjnym |
| 2020      | Gniewne serce                      | Daniel                                    | |
| 2020      | Bastion                            | Larry Underwood                           | miniserial, 10 odcinków |
| 2022      | Babilon                            | Sidney Palmer                             | |
| 2023      | Misanthrope                        | MacKenzie                                 | |
| TBA       | The Three-Body Problem             |                                           | |